# Rezerwat Biosfery „Askania Nowa”

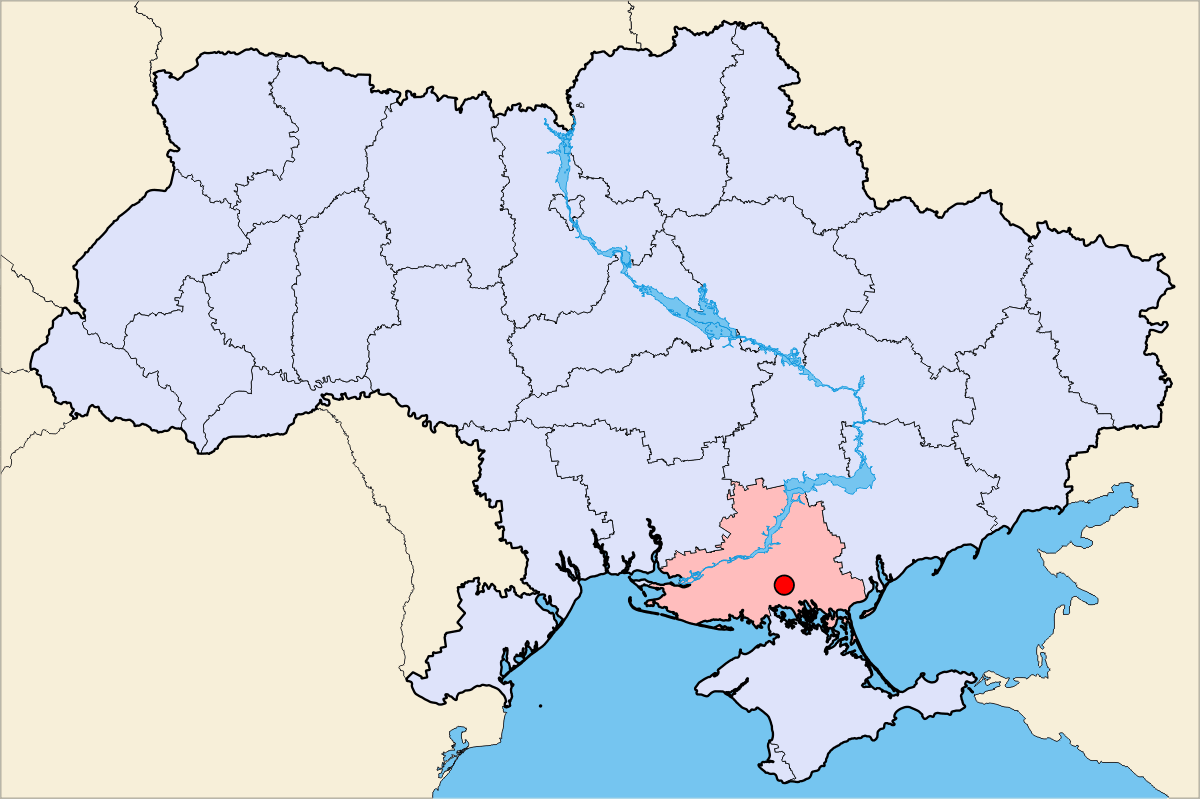
Lokalizacja Askanii Nowej na Ukrainie

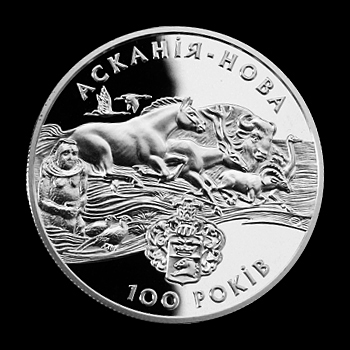
Srebrna moneta kolekcjonerska o nominale 10 hrywien, poświęcona rezerwatowi Askania Nowa

Rezerwat Biosfery „Askania Nowa” (ukr. Біосферний заповідник «Асканія-Нова») – rezerwat doświadczalny w obwodzie chersońskim na Ukrainie.
Rezerwat zajmuje powierzchnię 33,3 tys. hektarów, w jego skład między innymi wchodzi zoo aklimatyzacyjne (2330 ha), arboretum (170 ha) oraz dziewiczy step (11 tys. ha) – ostatni tego typu obszar w Europie.
Poza lokalnymi gatunkami hodowane są tam strusie, bizony, antylopy, dzikie konie, lamy, zebry oraz wiele gatunków ptaków, jak również kilkaset gatunków roślin z całego świata.
W 1989 roku rezerwat został wpisany na ukraińską listę informacyjną UNESCO – listę obiektów, które Ukraina zamierza rozpatrzyć do zgłoszenia do wpisu na listę światowego dziedzictwa UNESCO.

## Historia
W 1883 roku niemiecki osadnik Friedrich von Falz-Fein (1863–1920) utworzył rezerwat, w którym zgromadził przeszło 50 gatunków zwierząt. W 1887 roku założył jeszcze arboretum. W 1892 roku sprowadzono kolejne pokolenia elandów – antylop rodem z południowo-wschodniej Afryki. W 1889 roku podczas wystawy światowej w Paryżu park otrzymał złoty medal za walory krajobrazowe i system nawadniający. W roku 1899 z półpustynnych regionów Mongolii sprowadzono konie Przewalskiego. W 1919 roku rezerwat został znacjonalizowany i przekształcony w ośrodek hodowli i aklimatyzacji zwierząt.
W 1960 roku z Europy Północnej dostarczono kuce szetlandzkie.
W 1985 roku park został wpisany przez UNESCO na listę rezerwatów biosfery. Oficjalna nazwa parku to Біосферний заповідник «Асканія-Нова» ім. Ф. Е. Фальц-Фейна (Rezerwat Biosfery „Askania Nova” im. F.E. Pfalz-Feina). W 1989 roku rezerwat został wpisany na ukraińską listę informacyjną UNESCO – listę obiektów, które Ukraina zamierza rozpatrzyć do zgłoszenia do wpisu na listę światowego dziedzictwa UNESCO.

## Zasoby naturalne
Obszar rezerwatu wynosi 33,3 tys. ha, w tym 11 tys. ha to stepowy obszar całkowicie chroniony, 2330 ha – zoo aklimatyzacyjne, 170 ha – arboretum. Występuje tu ponad 500 gatunków roślin i ponad 3000 gatunków zwierząt, w tym 69 wpisanych do Ukraińskiej czerwonej księgi gatunków zagrożonych, 295 objętych ochroną na mocy konwencji berneńskiej, 195 – na mocy konwencji bońskiej i 12 umieszczonych w Europejskiej czerwonej księdze.
Rezerwat porośnięty jest kostrzewą walezyjską i ostnicą. Występują tu, zapisane w Ukraińskiej Czerwonej Księdze, ostnica włosowata, tulipan pachnący, szachownica kostkowata, Caragana scythica, Stipa ucrainica, Stipa lessingiana, Tulipa scythica.
Rezerwat zamieszkuje przynajmniej 1155 gatunków stawonogów, 7 gatunku płazów i gadów, 18 gatunków ssaków, w różnych porach roku ponad 250 gatunków ptaków. W parku żyją stada dzikich koni.

## Podział terytorialny
Obszar rezerwatu dzieli się na trzy części, łagodnie przechodzące w siebie nawzajem:
- Północną
- „Wielki Czapelski pod”
- Południowa

## Sad botaniczny
Ma powierzchnię 170 hektarów. Pierwszą część ogrodu założono w 1887 roku. Pod koniec XX wieku kolekcji roślin osiągnęła 1000 krzewów i drzew. Krajobrazy wzbogacają pawilony, stawy i groty. Kręcono tu film „Dzieci kapitana Granta”.